# Lee Yoo-joon
Lee Yoo-joon (sinh ngày 26 tháng 9 năm 1989) là một cầu thủ bóng đá người Hàn Quốc thi đấu cho Bhayangkara ở Liga 1.
Sinh ra ở Hàn Quốc, anh sống ở Brasil 9 năm từ năm 2002 và chơi bóng ở đó 5 năm. Anh bắt đầu sự nghiệp chuyên nghiệp năm 2007.
Ngày 17 tháng 8 năm 2016, anh quyết định ký hợp đồng với Bhayangkara.
Anh còn được biết với tên Lee Jong-in ở cả Brasil và Hàn Quốc, trước khi đổi tên lại thành Lee Yoo-joon.

## Danh hiệu

### Câu lạc bộ
Bhayangkara
- Champion Liga 1: 2017